# Radroute Wasserquintett
Die Radroute Wasserquintett ist ein Projekt der Regionale 2010 und verbindet fünf Talsperren auf einer Gesamtlänge von 75 km. Dieser interkommunale Themenrundweg beschäftigt sich mit der Wasser-, Natur- und Kulturgeschichte der Talsperrenlandschaft und verläuft ca. 28 km auf alten Bahntrassen.

## Ausschilderung
Das Logo des Radrundwegs ist nur an der Strecke zu finden. Es ist ein grünes Quadrat mit 5 blauen Kreisen am oberen Rand und ein stilisierter Flusslauf.

## Streckenführung
Üblicherweise beginnt die Tour am Bahnhof Marienheide, da es aber ein Rundweg in Form einer 8 ist, könnte man natürlich an jeder Stelle einsteigen. Drei Varianten bieten sich an:
- Die kurze Runde: Marienheide-Brucher-Lingese-Marienheide, 20 km
- Die mittlere Runde: Marienheide-Neye-Bever-Wupper-Marienheide, 60 km
- Die lange Runde: Marienheide-Brucher-Lingese-Neye-Bever-Wupper-Marienheide, 80 km

Es sind etliche Höhenmeter zu überwinden, die Steigungen sind aber moderat.

### Abstecher und Varianten
Der (privat betriebene) Aussichtsturm (45 Meter) auf dem Unnenberg mit einer Höhenlage von 505,7 m ü. NN ist die höchste Erhebung im Oberbergischen Kreis. Der Turm ermöglicht einen Panoramablick auf die weitere Umgebung, insbesondere auf das Gebiet der Genkel- und der Aggertalsperre, die sich beide auf dem Gebiet der Stadt Gummersbach befinden. An Tagen mit sehr guter Fernsicht sind von Dortmund im Norden über Schmallenberg im Osten, Windeck im Süden das nach Westen am Rhein gelegene Siebengebirge und Eifel sowie die Spitzen des Kölner Doms zu erkennen.

### Sehenswürdigkeiten
- Marienheide, Klosteranlage mit Wallfahrts- und Klosterkirche aus dem 15. Jahrhundert
- Wipperfürth, katholische Pfarrkirche aus dem 12. Jahrhundert
- Hückeswagen, historische Altstadt

### Bahnhof
Der Bahnhof Marienheide liegt an der eingleisigen Volmetalbahn, auf deren Abschnitt nach Dieringhausen und der anschließenden Aggertalbahn im Schienenpersonennahverkehr stündlich
die Oberbergische Bahn (RB 25) nach Köln verkehrt.